# Martin Callanan

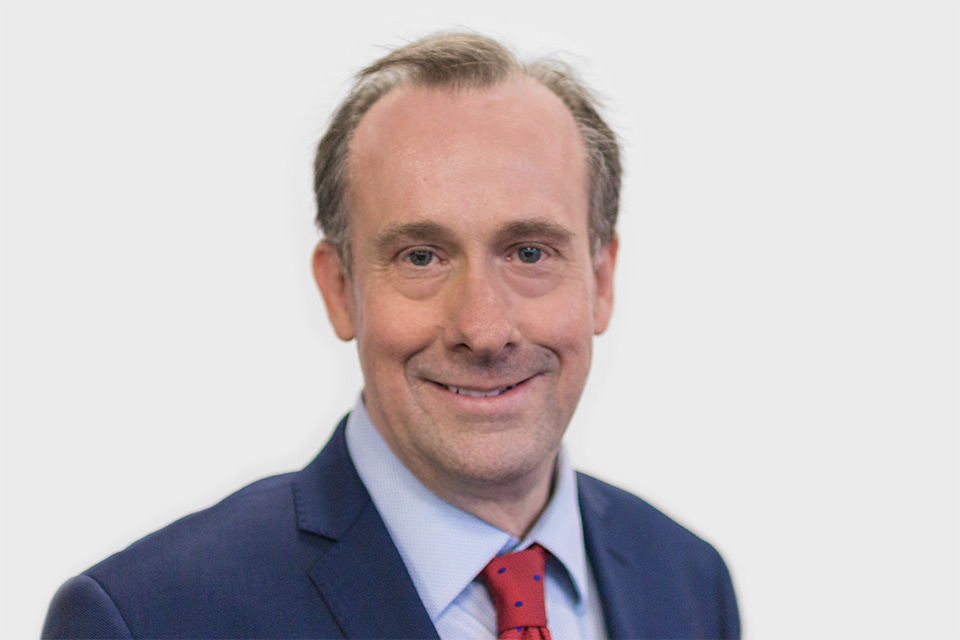
Martin Callanan

Martin Callanan (Newcastle-upon-Tyne, 8 augustus 1961) is een Brits lid van het Europees Parlement voor de Conservative Party.

## Levensloop
Callanan werd Bachelor of Science in eletronic engineering.
Hij werd gemeenteraadslid in Tyne and Wear County Council van 1983 tot aan de opheffing van de county in 1986, en van de Gateshead Metropolitan Borough Council van 1987 tot 1996.
Hij werkte als ingenieur bij de Scottish and Newcastle breweries van 1986 tot 1998.
Hij was kandidaat bij de parlementsverkiezingen van 1987 voor Houghton and Washington, in 1992 voor Gateshead East en in 1997 voor Tynemouth. Hij werd niet verkozen.
In 1999 werd hij verkozen als Europees Parlementslid voor North East England. In december 2011 werd hij leider van de European Conservatives and Reformists group in het parlement.
In 2013 werd hij lid van de Commissies Milieu, Openbare gezondheid en Voedselveiligheid. In Conservative Home schrijft hij maandelijks een rapport.
Hij werd aangeduid als lijsttrekker bij de Europese parlementsverkiezingen 2014 voor de kiesomschrijving North East England.